# Grödby
Grödby è un'area urbana della Svezia situata nel comune di Nynäshamn, contea di Stoccolma.
La popolazione risultante dal censimento 2010 era di 340 abitanti .